# Kim Jin-kyung
Kim Jin-kyung (tiếng Hàn: 김진경; sinh ngày 3 tháng 3 năm 1997) là một người mẫu và diễn viên Hàn Quốc. Vào năm 2012, cô tham gia Korea's Next Top Model Mùa thứ 3 của OnStyle và đoạt giải Á quân. Cô tham gia đóng phim vào năm 2016, với web-drama Yellow.

## Phim ảnh

### Chương trình tạp kỹ
| Năm  | Tựa                    | Network | Vai                                   | Ghi chú                         | Tham khảo         |
| ---- | ---------------------- | ------- | ------------------------------------- | ------------------------------- | ----------------- |
| 2012 | Korea's Next Top Model | OnStyle | Người tham gia                        | Á quân mùa 3                    | [ 3 ] [ 4 ]       |
| 2016 | We Got Married         | MBC     | Diễn với Jota (Madtown)               | Tập 321-350                     | [ 4 ] [ 6 ] [ 7 ] |
| 2016 | Knowing Bros.          | JTBC    | Ngôi sao khách mời cùng với Sung Hoon | Tập 39                          |                   |
| 2016 | Lipstick Prince        | OnStyle | Khách mời                             | Tập 2                           |                   |
| 2018 | Mimi Shop              | JTBC    | Diễn viên thành viên                  |                                 |                   |
| 2018 | Law of the Jungle      | SBS     | Ngôi sao khách mời                    | Tập 305 - 310 (Chile Patagonia) |                   |

### Phim truyền hình
| Năm  | Tựa              | Network  | Vai diễn       | Ghi chú | Tham khảo   |
| ---- | ---------------- | -------- | -------------- | ------- | ----------- |
| 2016 | Yellow           | Naver    | Lee Ruda       |         | [ 5 ]       |
| 2017 | Andante          | KBS1     | Kim Bom        |         | [ 8 ] [ 9 ] |
| 2018 | Tofu Personified | Olleh TV | Baek Min-kyung |         | [ 10 ]      |
| 2019 | Perfume          | KBS2     | Kim Jin-kyung  |         | [ 11 ]      |

### Giải thưởng và đề cử
| Năm  | Giải thưởng              | Công việc được đề cử | Thể loại                    | Kết quả | Chú thích         |
| ---- | ------------------------ | -------------------- | --------------------------- | ------- | ----------------- |
| 2016 | MBC Entertainment Awards | We Got Married       | Cặp đôi đẹp nhất (với Jota) | Đề cử   | [ cần dẫn nguồn ] |